# 約什·哈斯菲爾德
約什·哈斯菲爾德（英語：Josh Wakefield；1993年11月6日—）是一位英格蘭足球運動員。在場上的位置是攻擊型中場。他雖然效力於英格蘭足球冠軍聯賽球隊伯恩茅斯足球俱樂部，但現在被外借至托基聯足球會。

## 外部連結
- 足球数据库：約什·哈斯菲爾德的球员统计数据
- Soccerway資料庫：Josh Wakefield